# Robert Rasch
Ludwig August Robert Rasch (13. únor 1853 Královec – 31. říjen 1938 Anna) byl 2. náčelník německé koloniální správy na ostrově Nauru.
Robert Rasch se narodil 13. února 1853 v pruském Královci. V mládí emigroval do Spojených států amerických, kde pracoval jako námořník. V roce 1883 ztroskotal s lodí „Staghound“ na tichomořském ostrově Kosrae, odkud se přesunul na ostrov Nauru, kde pracoval od roku 1884 jako obchodník německé firmy Hernsheim & Co. Den po svém příjezdu je mu místním náčelníkem kmene nabídnuta 15letá dívka Ebagon, se kterou zplodil pět dětí a se kterou si postavil dům v obci Arubo.
V době jeho příjezdu také zuřila nauruská občanská válka, která nabírala na krutosti. Napsal tedy dopis na německou koloniální správu na ostrov Jaluit se žádostí o vojenskou intervenci a ukončení násilí. Tato intervence byla realizována 2. října 1888, kdy byl ostrov obsazen námořníky z vojenské lodi SMS Eber. Velitel tichomořské koloniální správy, Franz Leopold Sonnenschein, jmenoval právě Roberta Rasche jako náčelníka místní německé koloniální správy.
14. května 1889 dorazil na ostrov německý úředník Christian Johannsen, který převzal mandát po Robertu Raschovi, jehož mandát byl již od začátku chápán německými úřady pouze jako provizorní. V roce 1912 se Rasch vrátil zpátky do Německa a kvůli první světové válce se na ostrov vrátil až v roce 1924, kdy byla již jeho manželka mrtvá. Ve třicátých letech obdivoval postavu Adolfa Hitlera a doufal ve znovuobsazení ostrova Německem.
Robert Rasch zemřel ve svém domě v nauruské obci Anna dne 31. října 1938 ve věku 85 let.